# Ngawang Lobsang Tenpe Gyeltshen (Tshemönling Hutuktu)
| Tibetische Bezeichnung                                              |
| ------------------------------------------------------------------- |
| Tibetische Schrift: ངག་དབང་བློ་བཟང་བསྟན་པའི་རྒྱལ་མཚན                      |
| Wylie-Transliteration: ngag dbang blo bzang bstan pa’i rgyal mtshan |
| Chinesische Bezeichnung                                             |
| Vereinfacht: 阿旺罗桑丹白坚参                                       |
| Pinyin:Āwàng Luósāng Dānbái Jiānshēn                                |

Ngawang Lobsang Tenpe Gyeltshen (tib. ngag dbang blo bzang bstan pa’i rgyal mtshan; 1864–1919 oder 1920) war ein führender Geistlicher der Gelug-Tradition des tibetischen Buddhismus und Regent Tibets (1910–1912). Er stammte aus Jonê (Chone) in Kham, dem heutigen Autonomen Bezirk Gannan der Tibeter im Südosten der chinesischen Provinz Gansu.
Er war der dritte Tshemönling Hutuktu (tshe smon gling ho thog thu) und ist deshalb meist als 3. Tshemönling-Regent bekannt. Er war der siebenundachtzigste Ganden Tripa (1907–1914) und damit Abt des Klosters Ganden.